# بوندانگ-گو
بوندانگ-گو (به لاتین: Bundang-gu) یک منطقهٔ مسکونی در کره جنوبی است که در سئونگنام واقع شده‌است. بوندانگ-گو ۶۹٫۴۴ کیلومتر مربع مساحت و ۴۳۹٬۳۹۵ نفر جمعیت دارد.

## نگارخانه

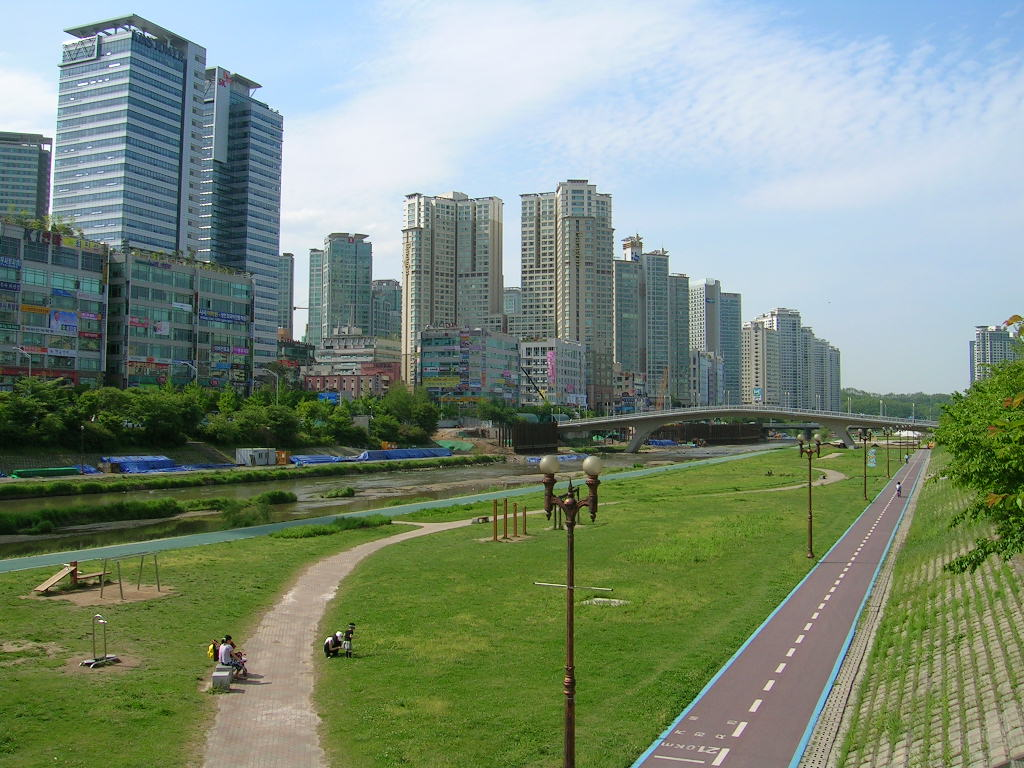
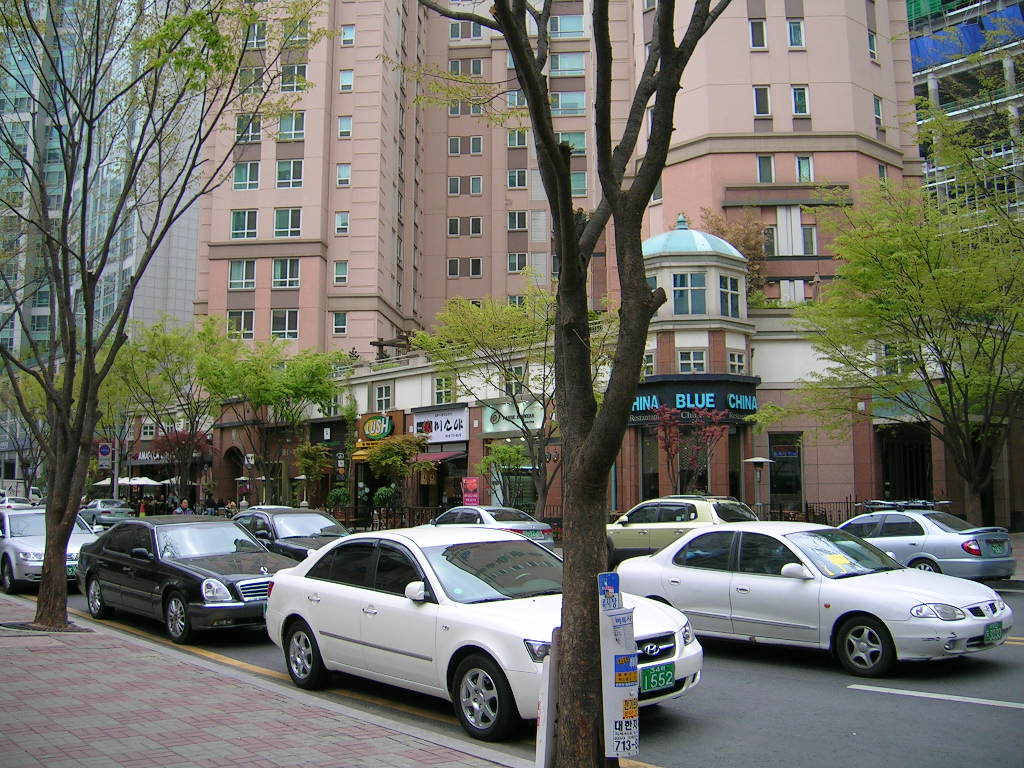